# カリモク家具
カリモク家具株式会社（カリモクかぐ、英語：KARIMOKU FURNITURE INC.）は、愛知県知多郡東浦町に本社を置く家具メーカー。
1940年（昭和15年）創業。1947年（昭和22年）2月設立。主に家庭向けの家具の製造から卸売まで手がける家具・インテリア企業であり、木製家庭用家具メーカーとしては日本国内最大手である。2017年度の年間売上高は約232億円。

## 歴史
- 1940年（昭和15年） - 初代社長である加藤正平が、愛知県碧海郡刈谷町（現・刈谷市）に木工所を創業。
- 1947年（昭和22年） - 刈谷木材工業株式会社を設立。
- 1949年（昭和24年） - 紡織機輸出用梱包函の製造を開始。
- 1951年（昭和26年） - 高度な木工技術を要するミシンのテーブル部分を製造。
- 1957年（昭和32年） - 製材木取工場や乾燥室など木工技術を支える設備環境を拡充。
- 1959年（昭和34年） - 輸出家具の木製部の生産を開始。
- 1962年（昭和37年） - 自社製品として、国産家具の生産・販売を開始。
- 1964年（昭和39年） - カリモク家具販売株式会社を設立。
- 1973年（昭和48年） - カリモク家具を体感できるショールームを本社にオープン。
- 1983年（昭和58年） - 海外の様式を取り入れたハイクオリティブランド「ドマーニ」を発表。
- 2005年（平成17年） - ケルン国際家具見本市への出品など、海外への出展を開始。
- 2009年（平成21年） - 先進的なアイデアと優れた製造技術を融合したブランド「Karimoku New Standard」を開始。
- 2010年（平成22年） - 刈谷木材工業株式会社とカリモク家具販売株式会社を統合し、カリモク家具株式会社を設立。
- 2019年（平成31年） - 建築という枠組みから空間を捉え、その空間を構成する家具やディテールを思い描くというアプローチが特徴のブランド「Karimoku CASE」を発表。
- 2021年（令和3年） - 外部とのコミュニケーション拠点として西麻布にKarimoku Commons Tokyoをオープン。
- 2023年（令和5年） - 京都にKarimoku Commons Kyotoをオープン。

## 特色
生体工学や最新の科学技術を導入し、使いやすさや素材、手作りにこだわった商品を手がけている。元々はアイシン精機（現在のアイシン）や河合楽器、三洋電機（現在のパナソニック）などの下請で木製品を作っていた。現在の精緻な加工技術はこの頃に培われたものである。全国に24か所の「カリモク家具ショールーム」と、複数のアウトレットショールームを有する。
資材会社・製造会社・販売会社の3部門11社からなるグループ企業制を採っている。カリモク家具ショールームでは小売をしておらず、一般ユーザーはカリモク家具販売の紹介する小売店から購入するかたちをとっている。また、時折りショールームで開催されるカリモク販売会は、カリモク家具と取り引きのある家具店・ハウスメーカーが主催するものである。

## 主な商品

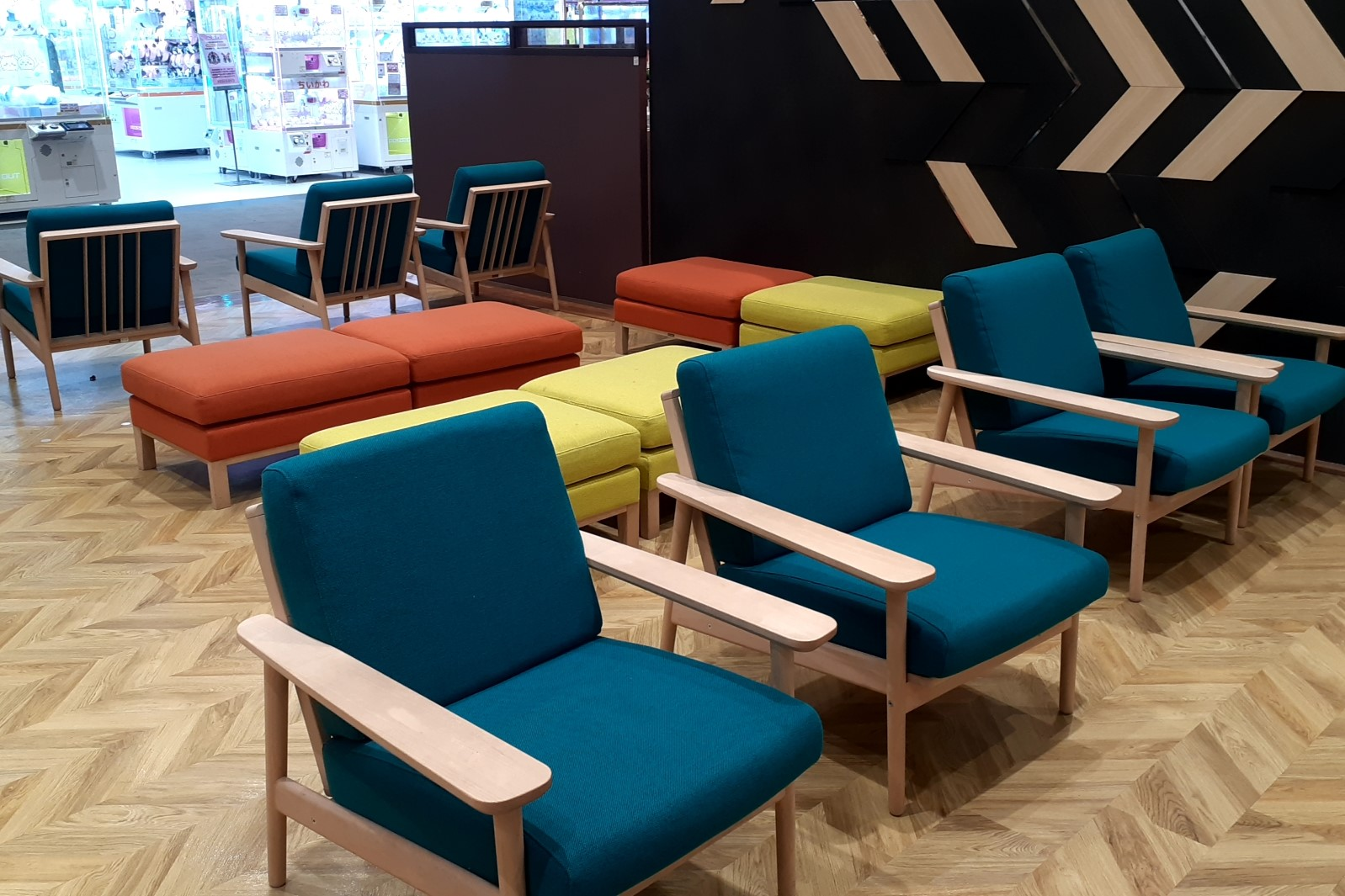
カリモク家具のソファー（イオンモール東浦）

- ソファー
- テーブル
- チェアー・スツール
- テレビボード
- シェルフ・収納家具
- デスク・机
- ベッド

など

## ブランド
- Karimoku
- カリモク60
- Karimoku CASE
- Karimoku New Standard
- MAS
- Domani
- Chitano
- Direttore
- Karimoku CAT

## 関連会社

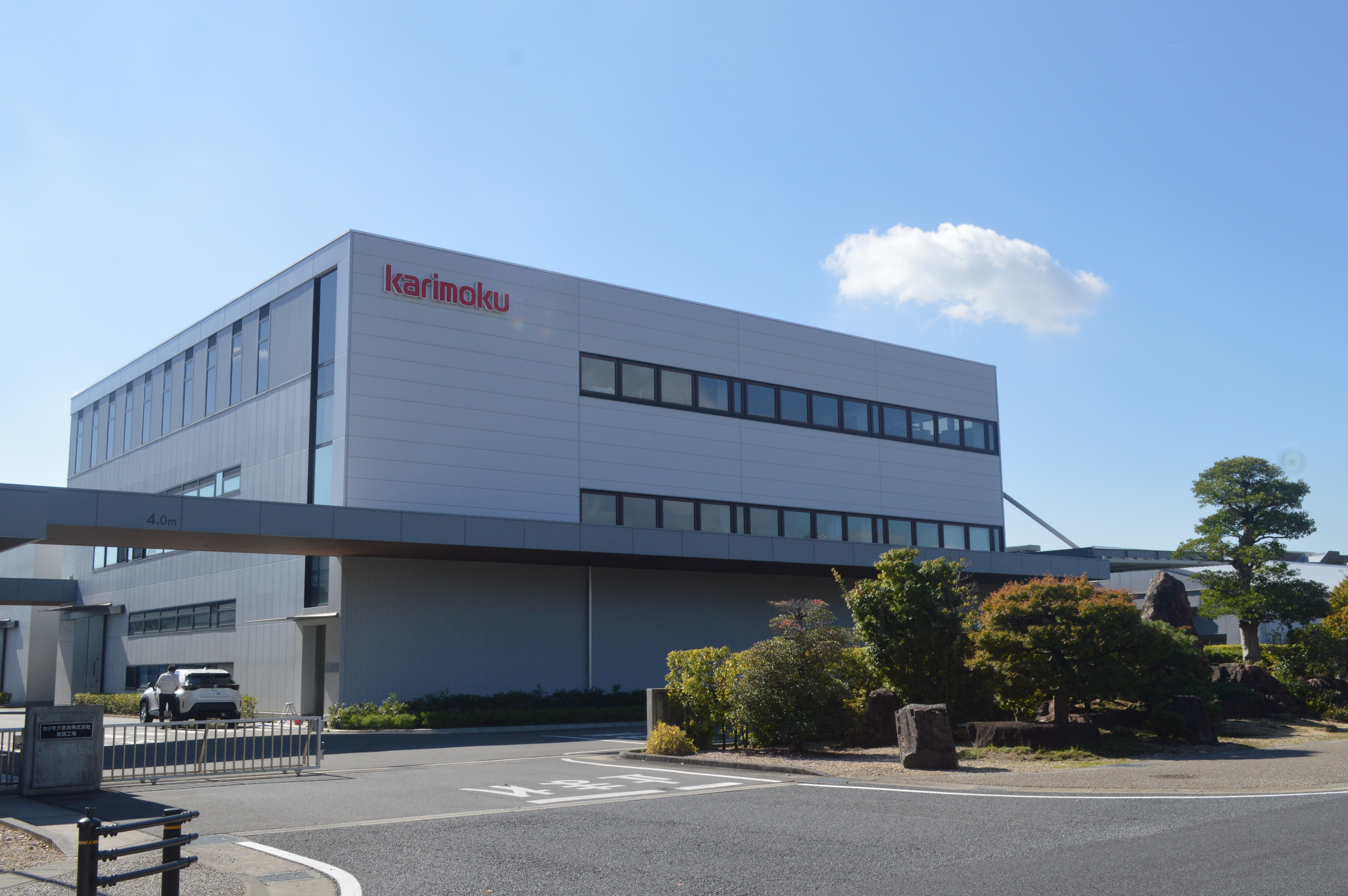
カリモク家具総張工場

### 資材会社
- 知多カリモク株式会社
- カリモク秋田株式会社
- 大成産業株式会社
- カリモク（マレイシア）株式会社

### 製造会社
- カリモク家具株式会社
- 東浦カリモク株式会社
- 豊明木工株式会社
- 岐阜キャビネット株式会社
- 岐阜カリモク株式会社

### ショールーム・営業所
営業所
- 札幌、仙台、宇都宮、水戸、新潟、埼玉北、東京北、東京東、多摩、東京南、東京湾岸、横浜、静岡、名古屋東、名古屋中、名古屋西、小牧、北陸、大津、大阪、西宮、神戸、岡山、広島、四国、北九州、福岡、鹿児島

ショールーム
- 札幌、仙台、水戸、宇都宮、埼玉北、新潟、関東、多摩、お台場、野田、新横浜、静岡、本社、名古屋、小牧、金沢、大津、関西、神戸、岡山、高松、広島、北九州、福岡、鹿児島

Karimoku Commons
- Tokyo、Kyoto

## 関係者
漫画家の窪之内英策は元カリモク社員であり、家具生産工場に在籍して独身寮で生活していた。1988年（昭和63年）から1991年（平成3年）まで、ビッグコミック・スピリッツにカリモク時代の経験や生活を基にした作品『ツルモク独身寮』を連載していた。1991年（平成3年）に前田耕陽主演で実写映画化された際にはカリモクグループが協賛している。